# Józef Głuszyński

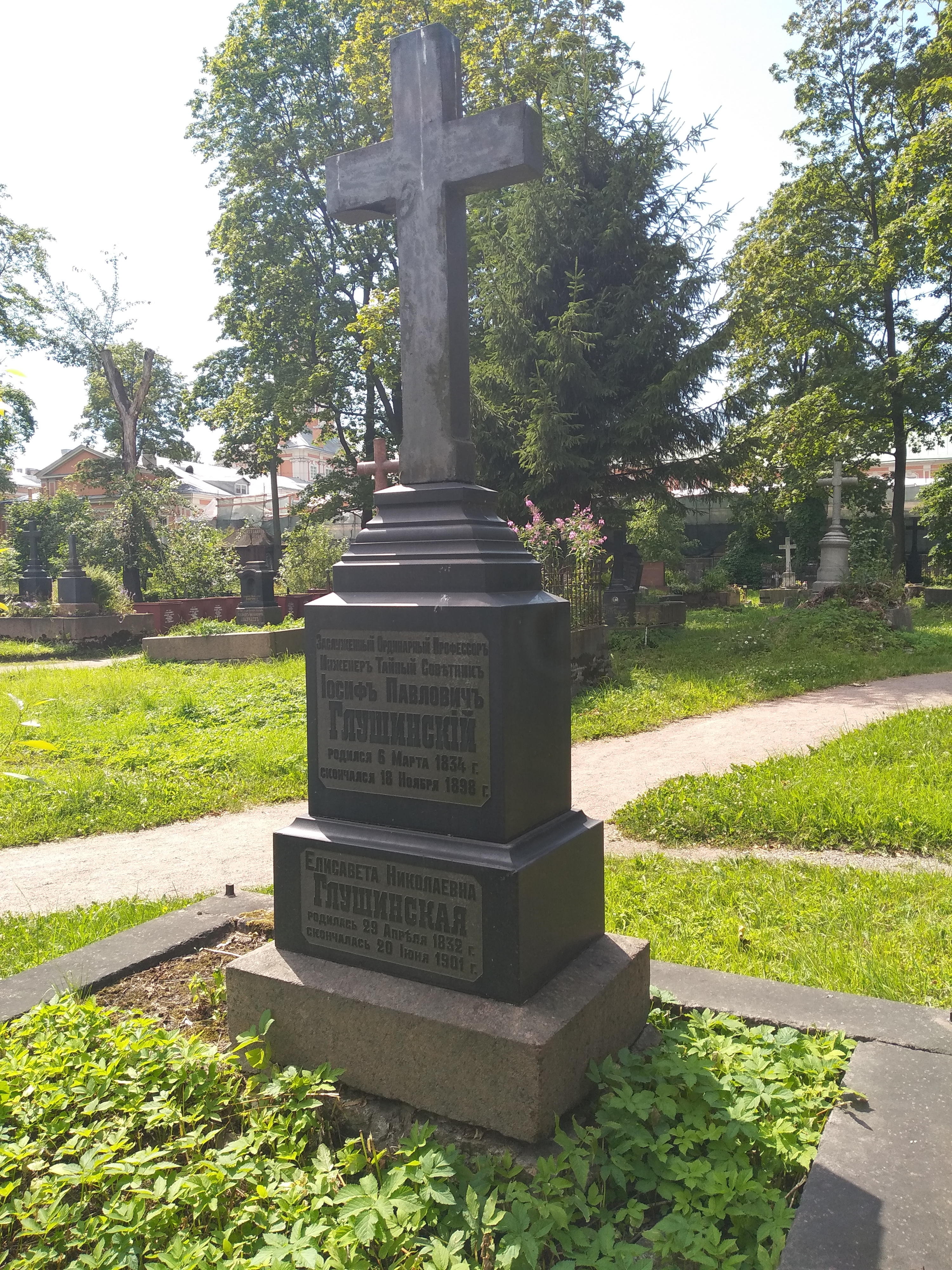
Grób Józefa Głuszyńskiego i jego żony Jelizawety na cmentarzu Nikolskim w Petersburgu.

Józef Głuszyński, herbu Doładędź (ur. 6 marca 1834 – zm. 18 czerwca 1898 w Petersburgu), polski inżynier komunikacji, profesor Instytutu Inżynierów Komunikacji w Petersburgu

## Życie
Ukończył studia w Instytucie Inżynierów Komunikacji w Petersburgu (1854). Po studiach pracował początkowo w kijowskim okręgu komunikacyjnym ale wkrótce powrócił do Petersburga gdzie pracował na swej macierzystej uczelni do przejścia na emeryturę w 1889. Był zatrudniony od 1863 w charakterze profesora w katedrze komunikacji wodnych, gdzie opracował podręcznik dla studentów z tej dziedziny Водяные сообщения. Przez kilka lat z powodu wakatu w uczelni wykładał także kolejnictwo. Ponadto w latach 1868–1882 uzupełniał studiował sztukę budowlaną w Akademii Technicznej w Petersburgu. Był także dyrektorem zarządu generalnego kolei Poti-Tiflis i orenburskiej. Członek a potem prezes Komitetu Technicznego opracowującego przepisy organizacyjno-sprawozdawcze i ekonomiczno-finansowe kolei rosyjskiej (1885). Był także tajnym radcą.
Pochowany na cmentarzu Nikolskim w Petersburgu.

### Prace Józefa Głuszczyńskiego
- Краткий обзор употребительнейших систем разборчатых плотин, "Журнал Министерства путей сообщения" кн. 5, 1861,
- Разборчатые плотины, "Журнал Министерства путей сообщения" кн. 4, 1866,
- Суэзский канал, Санкт-Петербург 1870
- Водяные сообщения, Санкт-Петербург 1875

## Życie prywatne
Urodził się w rodzinie urzędniczej, syn dyrektora Banku Polskiego Pawła (1783-1845) i Aleksy Aleksandry z domu Lamoh (1807–1845). Miał trzy siostry: m.in. Katarzynę (1838-1897) żonę Leopolda Zielonki. Ożenił się z Jelizawetą z Mirskich (1832-1901).